# Himmelberg
Himmelberg är en ort och kommun i Österrike. Den ligger i distriktet Feldkirchen i förbundslandet Kärnten, 240 km sydväst om huvudstaden Wien. 
Kommunen består av 35 orter (Ortschaften) (inom parentes invånarantal 1 januari 2024):

- Außerteuchen (119)
- Dragelsberg (69)
- Draschen (8)
- Eden (0)
- Flatschach (104)
- Fresen (10)
- Glanz (4)
- Grilzgraben (16)
- Grintschach (39)
- Himmelberg (551)
- Hochegg (5)
- Kaidern (32)
- Klatzenberg (36)
- Kraß (70)
- Kösting (12)
- Lassen (10)
- Linz (51)
- Manessen (19)
- Oberboden (141)
- Pichlern (133)
- Pojedl (70)
- Sallach (13)
- Saurachberg (112)
- Schleichenfeld (132)
- Schwaig (24)
- Sonnleiten (66)
- Spitzenbichl (15)
- Tiebel (71)
- Tiffnerwinkl (134)
- Tobitsch (71)
- Tschriet (5)
- Werschling (90)
- Winklern (12)
- Wöllach (27)
- Zedlitzberg (54)